# Дагмар Овербю
Дагмар Йоганна Амалія Овербю (дан. Dagmar Johanne Amalie Overbye; 23 квітня 1887, Асендруп, Ведслет — 6 травня 1929, Копенгаген) — данська серійна вбивця, заарештована 1920 року за те, що протягом 7 років вбила, як вважається, від 9 до 25 дітей. Її іноді називають серійним вбивцею Данії з найбільшою кількістю жертв. Будинок, в якому вона жила і вбивала, досі існує.

## Біографія
Народилася в сім'ї дрібних фермерів-орендарів. У сім'ї виховувалось щонайменше дев'ятеро дітей. Жили в бідності і часто переїжджали на ферми, де батько зміг знайти роботу. Одного разу кілька членів сім'ї захворіли на дифтерію, і Дагмар була єдиною, кого не торкнулася хвороба, хоча вона вважалася найслабшою. Навчалася в школі Орхуса, у 13 років кинула і влаштувалася на роботу.
Відомо, що у дитинстві зазнала сексуального насильства з боку свого дідуся, але батьки не захистили її.
Перші злочини почала вчиняти вже у 12 років. Її помістили до виправної установи, але через три роки повернули до батьків, які мешкали тоді в Орхусі. Прилаштувалася на роботу до конторського службовця, але незабаром її звинуватили в крадіжці і 1909 року вона вперше потрапила до в'язниці на острові Фюн. Пізніше влаштувалася на роботу в ресторан, у той період завагітніла і народила першу дитину. Дитина померла за загадкових обставин. У наступні два роки народила двох дітей від двох різних чоловіків: агента, за якого на кілька місяців на початку 1912 року вийшла заміж, і підсобного робітника з ферми. Другого з цих дітей, за її словами, вона вбила (тобто перше її вбивство нібито було скоєно 1913 року). Після народження ще однієї дитини 1915 року переїхала до Копенгагена, де відкрила кондитерську. У Копенгагені зійшлася з кочегаром, від якого також мала дитину, яка згодом померла від нез'ясованих причин. Вижило лише дві її дитини, Ерена Марія 1912 року народження і Пауль 1914 року народження.

## Вбивства й арешт
Перше вбивство сталося 1916 року у будинку на вулиці Яггерсборгадді. Овербю через рекламне агентство познайомилася з жінкою, яка народила другу дитину поза шлюбом, і запропонувала взяти цю дитину на тимчасове виховання за 12 крон. Того ж дня Овербю задушила дитину і кинула труп в туалет цвинтаря Асистентс. Під час суду, злочиниця сказала, що не знала, чому це зробила. У наступні роки вона вбила щонайменше семеро дітей, а ймовірно набагато більше. Овербю зізналася на суді, що вбила шістнадцять дітей, але суд знайшов докази лише дев'яти смертей, причому однією з жертв була її власна дитина.
Овербю отримувала дітей за допомогою оголошень, за якими зневірені матері, які народили поза шлюбом і бажали уникнути ганьби, приносили дітей до неї та одноразово платили за їх тимчасове утримання та подальшу передачу в багату сім'ю на усиновлення (хоча такі усиновлення у той час вважалися незаконними); зазвичай вона вбивала дітей в день отримання. Вона їх душила чи топила, а тіла ховала або спалювала, іноді тимчасово ховаючи на горищі. Одна  принесена їй дитина вижила, оскільки Овербю потрапила за ґрати за крадіжку у 1918—1919 роках.
Злочинна діяльність Овербю розкрили 1920 року, коли одна молода мама, яка принесла їй дитину, передумала і повернулася за добу, щоб забрати назад. Овербю у відповідь на її прохання повернути дитину почала говорити якісь безглузді пояснення того, чому не може цього зробити, що викликало підозру у матері, яка і викликала поліцію. Тіло дитини знайшли спаленим у печі. Під час судового розгляду з'ясувалося, що Овербю імовірно вживала лігроїн і, схоже перебувала під його впливом, коли вчинила вбивство. Поліція описала її як брехунку та у збудженому стані, але не божевільна, їм не вдалося знайти реальний мотив для вбивства. Роль співмешканця у її справах також залишилася нез'ясованою. Проте відомо, що він отримував гроші від неї, а також, що він не любив дітей. Психологічний стан Овербю, за повідомленнями, протягом 3-денних допитів коливався між холодним, безпристрасним, засмученим і трохи веселим.
Після двох днів допитів великої кількості свідків у суді почалися суперечки сторін. Прокурор вимагав засудити Овербю за навмисне вбивство, тоді як її адвокат заявив, що вона була «інструментом, який займає місце байдужих матерів у суспільстві, що змінюється». Він заперечував, що вона діяла навмисно, і навіть згадував, що можливою причиною її злочинів були приниження і зради, перенесені в дитинстві. Проте його промови не справили на суд враження, і злочинницю засудили до страти — її оголосили винною у вбивстві дев'яти немовлят. Рішення не оскаржувалось. Останню данку стратили 1861 року, і незабаром страту Овербю замінили на довічне ув'язнення. При цьому окремо ухвалили, що вона не може бути за жодних обставин випущена на волю або отримати якесь послаблення в режимі утримання.
Після завершення судового процесу, який викликав у Данії величезний суспільний резонанс, почалися суперечки про частку провини та відповідальність безвідповідальних матерів і батьків у тому, що сталося. Багато знаних діячів відзначали, що суспільство має нести набагато більшу відповідальність за ту безліч дітей, які народжуються поза шлюбами. Висловлювались щодо гострої потреби у спеціальних установах для таких дітей, які б суспільство могло контролювати. Закон про контроль над позашлюбними дітьми в Данії ухвалили 1923 року і він безпосередньо пов'язаний зі злочинами Дагмар Овербю. Цей закон залишався чинним до 1965 року.
Відбувала тюремне ув'язнення у жіночій в'язниці у Крістіансхавні, але згодом її перевели до Західної в'язниці. Останні два роки життя провела в божевільні, де й померла 1929 року. Через рік смертну кару в Данії скасували.

## У популярній культурі
- Про життя Овербю 2007 року написаний роман «Englemagersken»[17][18] (автор Карен Сондергаад Єнсен).
- Данський гурт «Leæther Strip» 2009 року записала музичний альбом з піснями про неї[19].
- Життя Дагмар стало першоджерелом для художнього фільму «Дівчина з голкою» (2024)[20].